# Tasiocera minutissima
Tasiocera minutissima är en tvåvingeart som beskrevs av Edwards 1912. Tasiocera minutissima ingår i släktet Tasiocera och familjen småharkrankar.
Artens utbredningsområde är Seychellerna. Inga underarter finns listade i Catalogue of Life.